# 875

## Събития
- Завършва строежа на джамията Укба в тунизийския град Кайруван.

## Починали
- 12 август – Лудвиг II, крал на Италия, крал на лангобардите, римски съимператор и император на Свещената римска империя (* 825)